# 伯斯體育館
珀斯体育馆（商业上称为RAC体育馆），是西澳大利亚州珀斯市中心的一个娱乐和体育场馆，主要用于篮球比赛和网球比赛。它位于珀斯惠灵顿街，靠近前珀斯娱乐中心旧址，于2012年11月10日正式开放。珀斯体育馆是珀斯城市连接工程的第一阶段，这是一个13.5公顷的主要城市更新和重建项目，包括弗里曼特尔铁路线，直接连接珀斯中央商务区和北桥。

## 外部连接
- Perth体育馆
- AEG Worldwide （页面存档备份，存于）